# Borrelien
Borrelien (wissenschaftlicher Name Borrelia) bilden eine Gattung relativ großer, schraubenförmiger (auch spiralförmig), gramnegativer Bakterien aus der Gruppe der Spirochäten. Benannt wurden sie nach Amédée Borrel, einem Bakteriologen aus Straßburg (1867–1936). Die meisten Arten sind pathogen für Menschen oder Tiere. Die Lyme-Borreliose und das Rückfallfieber sind Beispiele für Infektionskrankheiten, die durch Borrelien verursacht werden.

## Merkmale

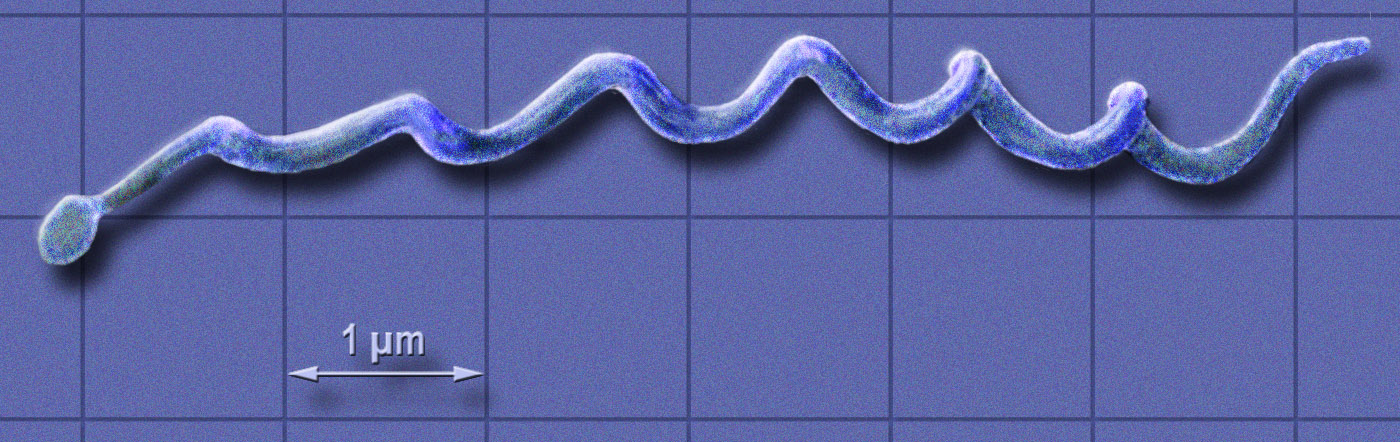
Schematische Zeichnung einer Zelle von Borrelia burgdorferi

### Erscheinungsbild
Die Zellen sind wendelförmig, haben wenige (meist fünf bis sieben), relativ große Windungen und lassen sich im Unterschied zu anderen Spirochätengattungen mit üblichen Färbemitteln gut darstellen. In der Gram-Färbung erscheinen sie gramnegativ. Sie sind aktiv beweglich und zeigen die für Spirochäten typische, besondere Bewegungsweise. Die Zellen erscheinen mit einem Durchmesser von 0,2–0,5 µm und einer Länge von 8–30 µm dünn und lang.

### Formveränderung
In-vitro-Studien weisen darauf hin, dass Borrelien in der Lage sind, ihre ursprüngliche längliche Gestalt unter Stress in eine Kugelform umzuwandeln. Zudem zeigen entsprechende Studien, dass Borrelien auch noch in weiteren Formvarianten vorkommen können, die unter den Oberbegriffen L-Formen oder Sphaeroplasten zusammengefasst werden. Sphaeroplasten besitzen eine defizitäre Zellwand oder sind sogar zellwandlos. Es gibt des Weiteren Hinweise, dass diese Formen sowohl intrazellulär als auch extrazellulär vorkommen können und in der Lage sind, sich trotz ihrer zellwandlosen Form zu teilen und sich auch wieder in komplette Formen zurückzuentwickeln.

### Wachstum und Stoffwechsel
Borrelia-Arten sind heterotroph. Ihr Stoffwechsel ist mikroaerophil, sie wachsen also bevorzugt bei einer Sauerstoffkonzentration, die deutlich geringer ist als die von normaler Luft. Die Beschreibung und Identifizierung dieser Bakterien ist schwierig, da sie sich nicht mit den in der Mikrobiologie üblicherweise verwendeten Nährmedien kultivieren lassen. Sie reagieren empfindlich auf geringe Mengen von Detergenzien oder Gallensalzen, außerdem benötigen sie zahlreiche Wachstumsfaktoren, wie Aminosäuren, Peptone, Vitamine und N-Acetylglucosamin, ein Baustein der Mureinschicht in der bakteriellen Zellwand. Optimales Wachstum erfolgt bei einem pH-Wert von 7,6 im Nährmedium und einer Inkubation bei 34–37 °C. Eine weitere Eigenheit der Gattung ist, dass sie ganz ohne Eisen auskommt und als Cofaktor für wichtige Enzyme stattdessen Mangan verwendet.

### Chemotaxonomie
Während die meisten Prokaryoten zirkuläre Chromosomen besitzen, haben Borrelien lineare DNA. Der GC-Gehalt (der Anteil der Nukleinbasen Guanin und Cytosin) in der DNA von Borrelia-Arten ist niedrig, er liegt bei 27–30 Molprozent. Viele Arten besitzen neben dem Bakterienchromosom noch mehrere Plasmide, bei Borrelia burgdorferi wurden 17 Plasmide nachgewiesen, bei B. duttonii sind es neun bis elf, bei B. recurrentis fünf bis sechs.

### Nachweise
Zu Beginn des 20. Jahrhunderts war es äußerst schwierig, Borrelien in einem Nährmedium zu kultivieren. Einige erfolgreiche Versuche basierten auf der Verwendung der Flüssigkeit, die bei Aszites in der Bauchhöhle gebildet wird. Dieses Medium wurde später durch aus Tieren gewonnenem Blutserum ersetzt. Erst in den 1980er Jahren gelang die Herstellung eines Nährmediums, mit dem einige Arten in vitro vermehrt werden konnten, so dass sie weiteren Untersuchungen zugänglich waren. Das sogenannte BSK II Medium hat eine Zusammensetzung, wie sie für Nährmedien in der Zellkultur üblich ist. Es enthält neben zahlreichen Wachstumsfaktoren auch Gelatine und Kaninchenserum.
Der Nachweis von Borrelien im Blut des Patienten erfolgt durch serologische Tests, bei denen als Antigene wirkende Strukturen der Bakterienzellen mit Hilfe von Antikörpern nachgewiesen werden. So erfolgt häufig ein Enzyme-linked Immunosorbent Assay (ELISA), mit dem Flagellin, ein Protein der Endoflagellen, nachgewiesen wird, oder ein Western Blot, auch Immunoblot genannt, zum Nachweis der Oberflächenproteine. Weitere Verfahren im Rahmen der Diagnostik sind im Artikel Lyme-Borreliose beschrieben.

## Vorkommen
Reservoirwirte sind unter anderem kleine Nager wie beispielsweise Ratten und Mäuse, von denen sie dann mittels Vektoren, wie zum Beispiel Zecken, auf sehr unterschiedliche Lebewesen übertragen werden. Viele Tiere sind gegen die Borrelien immun, andere wie zum Beispiel Pferd und Hund oder auch der Mensch sind nicht immun.

## Systematik
Die Gattung Borrelia zählt zu der Familie der Spirochaetaceae in der Ordnung der Spirochaetales. Die Typusart ist Borrelia anserina. Die Gattung wurde 1907 von Nicolaas Hendrik Swellengrebel erstbeschrieben. Wegen der schwierigen Kultivierung in Nährmedien ist bei vielen Borrelia-Arten kein Typusstamm in einer Sammlung von Mikroorganismen hinterlegt. Obwohl dies eine Regel des Bakteriologischen Codes ist, wurden in der auf dem neu organisierten Code basierenden Approved Lists of Bacterial Names (engl. für „anerkannte Listen der Bakteriennamen“) von 1980 die bis dahin beschriebenen Arten anerkannt. Es findet sich jeweils die Bemerkung, dass keine Kultur verfügbar sei.
Dies ist mit Auswirkungen für die Systematik verbunden, da ein Typusstamm beschrieben und für weitere Untersuchungen hinterlegt sein muss, um bei der möglichen Entdeckung einer neuen Art Vergleiche mit vorhandenen Spezies durchführen zu können. Bei einigen Arten (z. B. B. duttonii, dem Erreger des mittelafrikanischen Rückfallfiebers) ist die Kultivierung des Typusstamms nachträglich erfolgt. Bei nach 1980 erstbeschriebenen Arten müssen die Regeln des Bakteriologischen Codes eingehalten werden. Ist dies nicht der Fall, werden sie nicht als eigene Spezies anerkannt, sondern erhalten den Status Candidatus, dies ist bei „Candidatus Borrelia texasensis“ der Fall. Seit den 1990er Jahren werden zunehmend phylogenetische Untersuchungen durchgeführt, um die Verwandtschaftsverhältnisse zu erforschen. Ergebnisse dieser Untersuchungen zeigen, dass die als Borrelia burgdorferi sensu lato (lateinisch sensu lato, „im weiteren Sinne“) bezeichnete Gruppe aus nah miteinander verwandten Arten besteht. Sie wurden zuvor teilweise als Genomgruppe (englisch genomic group) oder Genospezies (englisch genospecies) bezeichnet.

### Innere Systematik
Innerhalb der Gattung werden regelmäßig neue Arten beschrieben. Bis 2014 waren 39 Arten bekannt, bis 2020 hat sich die Anzahl auf 43 Arten erhöht:
- Borrelia afzelii Canica et al. 1994 (früher als Borrelia Genomgruppe VS461 bezeichnet)
- Borrelia americana Rudenko et al. 2010
- Borrelia anserina (Sakharoff 1891) Bergey et al. 1925
- Borrelia baltazardii corrig. (ex Karimi et al. 1979) Karimi et al. 1983
- Borrelia bavariensis Margos et al. 2013
- Borrelia bissettiae Margos et al. 2016
- Borrelia brasiliensis Davis et al. 1952
- Borrelia burgdorferi Johnson et al. 1984 emend. Baranton et al. 1992
- Borrelia californiensis Margos et al. 2016
- Borrelia carolinensis Rudenko et al. 2011
- Borrelia caucasica (Kandelaki 1945) Davis 1957
- Borrelia coriaceae Johnson et al. 1987
- Borrelia crocidurae (Leger 1917) Davis 1957
- Borrelia dugesii (Mazzotti 1949) Davis 1957
- Borrelia duttoni (Novy & Knapp 1906) Bergey et al. 1925
- Borrelia garinii Baranton et al. 1992
- Borrelia graingeri (Heisch 1953) Davis 1957
- Borrelia harveyi (Garnham 1947) Davis 1948
- Borrelia hermsii (Davis 1942) Steinhaus 1946
- Borrelia hispanica (de Buen 1926) Steinhaus 1946
- Borrelia japonica Kawabata et al. 1994 (früher als Borrelia Genomgruppe F63B bezeichnet)
- Borrelia kurtenbachii Margos et al. 2014
- Borrelia lanei Margos et al. 2017
- Borrelia latyschewii (Sofiev 1941) Davis 1948
- Borrelia lusitaniae Le Fleche et al. 1997 (früher als Borrelia Genomgruppe PotiB2 bezeichnet)
- Borrelia maritima Margos et al. 2020
- Borrelia mayonii Pritt et al. 2016
- Borrelia mazzottii Davis 1956
- Borrelia miyamotoi Fukunaga et al. 1995
- Borrelia parkeri (Davis 1942) Steinhaus 1946
- Borrelia persica (Dschunkowsky 1913) Steinhaus 1946
- Borrelia recurrentis (Lebert 1874) Bergey et al. 1925
- Borrelia sinica Masuzawa et al. 2001
- Borrelia spielmanii Richter et al. 2006
- Borrelia tanukii Fukunaga et al. 1997
- Borrelia theileri (Laveran 1903) Bergey et al. 1925
- Borrelia tillae Zumpt & Organ 1961
- Borrelia turcica Güner et al. 2004
- Borrelia turdi corrig. Fukunaga et al. 1997
- Borrelia turicatae (Brumpt 1933) Steinhaus 1946
- Borrelia valaisiana Wang et al. 1997
- Borrelia venezuelensis (Brumpt 1921) Brumpt 1922
- Borrelia yangtzensis Margos et al. 2015

### Wichtige Borrelienarten
- Borrelia burgdorferi sensu lato (zusammenfassend für 5 Bakterienarten): Diese nach dem Schweizer Forscher Willy Burgdorfer benannten Bakterien wurden erst 1982 beschrieben als Erreger der durch Zecken (in Deutschland Gemeiner Holzbock Ixodes ricinus, in den USA Ixodes dammini) übertragenen Lyme-Borreliose (benannt nach dem Ort Lyme im US-Staat Connecticut). Aufgrund der Zeckenaktivität häufen sich die Infektionen vor allem im Sommer und Herbst, die Durchseuchung der Zecken kann sehr stark regional variieren (5 % bis 60 %). Kennzeichen der frühen Erkrankung sind vor allem Kopfschmerzen, Erythema migrans (Wanderröte), neurologische und arthritische Beschwerden, viele weitere Symptome können folgen.
- Borrelia recurrentis: Bei diesen Borrelien handelt es sich um die Erreger des Läuserückfallfiebers. Sie werden durch die Kleiderlaus (Pediculus humanus) übertragen. In früheren Zeiten kam es zu regelrechten Epidemien der Krankheit, vor allem in Gegenden mit mangelnder Hygiene und starkem Läusebefall, heute ist sie vor allem in den kühleren Gebieten Afrikas, Südamerikas und Asiens verbreitet. Kennzeichnend für die Krankheit sind starke Fieberschübe.
- Borrelia duttoni: Auch diese Borrelien werden durch Zecken (Lederzecke Ornithodorus moubata) übertragen und sind die Ursache des Zeckenrückfallfiebers. Diese Krankheit entspricht im Wesentlichen dem Läuserückfallfieber, ihr Vorkommen ist jedoch auf die wärmeren Gebiete der Tropen und Subtropen beschränkt.
- Borrelia anserina: Diese Borrelien werden ebenfalls durch Zecken übertragen und verursachen die Geflügelspirochätose bei Hühnern, Puten, Enten und Gänsen. Sie kommen vor allem in tropischen und subtropischen Regionen vor, aus Mitteleuropa sind allerdings Einzelfälle bekannt.
- Borrelia theileri: Diese Borrelien wurden in Australien und Südafrika bei mild verlaufenden Erkrankungen von Pferden, Rindern und Schafen nachgewiesen.
- Borrelia coriaceae: Diese Borrelienart wurde nach Aborten von Rindern isoliert. Überträger ist die Zecke Ornithodorus coriacaeus.

Daneben kommen regional verbreitet weitere Borrelien vor, die Erkrankungen ähnlich dem Rückfallfieber auslösen können.

## Medizinische Bedeutung
Verschiedene Borrelien sind als Krankheitserreger von Bedeutung. Bei den verursachten Krankheiten handelt es sich u. a. um die Lyme-Borreliose mit der Neuroborreliose als eine Manifestationsform, das Borrelien-Lymphozytom, das Rückfallfieber sowie die Lyme-Borreliose des Hundes.

### Humanpathogene Borrelienarten
Die häufigste in Deutschland/Europa vorkommende Borrelienart ist Borrelia burgdorferi. Während in den USA vor allem die Genospezies B. burgdorferi sensu stricto vorkommt, treten in Europa weitere für den Menschen gefährliche Spezies auf. Dies sind insbesondere B. garinii, B. afzelii, B. valaisiana, B. lusitaniae und B. spielmanii. Ob auch andere Spezies humanpathogen sind, ist noch ungeklärt.
Alle europäischen Borrelien-Genospezies wurden auch in Deutschland in Zecken gefunden. Studien weisen darauf hin, dass die einzelnen Genospezies schwerpunktmäßig für die jeweiligen Krankheitsmanifestationen verantwortlich sein könnten. Allerdings kann jede Spezies vom Grunde her auch jede Krankheitsmanifestation verursachen. Überschneidungen verschiedener Symptome sowie Kombinationen von verschiedenen Krankheitsmanifestationen sind möglich.
Neuere Studien weisen darauf hin, dass die verschiedenen Genospezies offensichtlich unterschiedlich komplement-sensitiv bzw. -resistent sind.

### Geographische Verbreitung
Die Verteilung der Genospezies von B. burgdorferi ist in Deutschland je nach Region unterschiedlich. Allerdings gibt es hierzu nur begrenztes Studienmaterial. Am häufigsten ist B. afzelii (etwa 30 %), gefolgt von B. garinii (etwa 20 %), B. valaisiana (etwa 13 %) und B. burgdorferi sensu stricto. (etwa 7 %). Nicht zuzuordnen sind etwa 10 % der Borrelien in Zecken.
In den USA kommt vorwiegend die Spezies B. burgdorferi sensu stricto vor, die auch in Europa vorhanden ist. Wegen der größeren Heterogenität der europäischen Genospezies sind die amerikanischen Studien zur Pathogenese, Diagnose und Behandlung sowie zur Impfstoff-Entwicklung nicht in allen Bereichen übertragbar.